# Koenigsegg Jesko
Koenigsegg Jesko je sportski automobil švedskog proizvođača automobila Koenigsegg.
Automobil je predstavljen na autoizložbi u Ženevi 2019. kao nasljednik modela Koenigsegg Agera.
Naziv modela Jesko je posveta osnivača tvrtke svome ocu koji se zove Jesko Von Koenigsegg.
Proizvodnja modela se planira započeti 2020.g. i bit će ograničena na 125 primjeraka.
Automobil će pogoniti unaprijeđeni motor zapremnine 5.0 litara V8 korišten u modelu Agera, koji razvija snagu od 1262 KS (941 kW), a uz biološko gorivo E85 snaga motora iznosi 1578 KS (1177 kW).
Proizvođač tvrdi da automobil može postići brzinu od 483km/h (300 milja na sat) u povoljnim uvjetima.